# Río Grande de Zacapa
Río Grande de Zacapa é um rio centro-americano da Guatemala.